# جيم بايرنز (ممثل)
جيم بايرنز (بالإنجليزية: Jim Byrnes)‏ هو موسيقي وملحن وممثل أمريكي، ولد في 22 سبتمبر 1948 في سانت لويس في الولايات المتحدة.

## أعمال

### أفلام
- (2005) إديسون
- (2009) جي. آي. جو: ظهور الكوبرا[5][6]

### مسلسلات
- الشبكة
- حماة الياقوت
- في
- هايلاندر

## وصلات خارجية
- الموقع الرسمي
- جيم بايرنز على موقع IMDb (الإنجليزية)
- جيم بايرنز على موقع روتن توميتوز (الإنجليزية)
- جيم بايرنز على موقع ألو سيني (الفرنسية)
- جيم بايرنز على موقع ميوزك برينز (الإنجليزية)
- جيم بايرنز على موقع أول موفي (الإنجليزية)
- جيم بايرنز على موقع قاعدة بيانات الأفلام السويدية (السويدية)
- جيم بايرنز على موقع إن إن دي بي (الإنجليزية)
- جيم بايرنز على موقع أول ميوزيك (الإنجليزية)
- جيم بايرنز على موقع ديسكوغز (الإنجليزية)
- جيم بايرنز على موقع قاعدة بيانات الفيلم (الإنجليزية)